# Å for et spill
«Å for et spill» —en español: «Oh vaya juego»— es una canción compuesta por Arne Bendiksen e interpretada en noruego por el grupo Bendik Singers. Fue elegida para representar a Noruega en el Festival de la Canción de Eurovisión tras ganar el Melodi Grand Prix en 1973.

## Festival de Eurovisión

### Melodi Grand Prix 1973
El certamen noruego se celebró el 17 de febrero de 1973, presentado por Vidar Lønn-Arnesen. La canción fue interpretada dos veces: primero por Ola Neergaard, Gro Anita Schønn, Stein Ingebritsen & Inger-Lise Rypdal con una pequeña banda y luego por el grupo Bendik Singers con una orquesta grande. Finalmente, la canción resultó ganadora con 50 puntos.

### Festival de la Canción de Eurovisión 1973
Esta canción fue la representación noruega en el Festival de Eurovisión 1973 con el nombre de «It's Just a Game» —en español: «Solo es un juego»—, donde fue interpretada con una letra distinta escrita por Bob Williams en inglés y francés –con algunas partes en español, italiano, neerlandés, alemán, irlandés, serbocroata, hebreo, finés, sueco y noruego–. Esto la convierte en la única canción, excepto Irlanda en 1972, en incluir el idioma irlandés. La orquesta fue dirigida por Carsten Klouman.
La canción fue interpretada quinta en la noche del 7 de abril de 1973, seguida por Mónaco con Marie interpretando «Un train qui part» y precedida por Alemania con Gitte interpretando «Junger Tag». Al final de las votaciones, la canción había recibido 89 puntos, quedando en 7º puesto de un total de 17.
Fue sucedida como representación noruega en el Festival de 1974 por Anne-Karine Strøm con «The First Day of Love».
Inusualmente, en los siguientes tres años, todas las representaciones noruegas incluirían a uno o más miembros de Bendik Singers. En 1974, incluyó a tres de ellos, con Anne Lise Gjøstøl (no participó en Eurovisión) Bjørn Kruse y Benny Kruse cantando los coros para Anne Karine Strøm. Ellen Nikolaysen interpretó un solo en 1975, con la canción «Touch My Life (with Summer)» y en 1976, Anne Karine Strøm volvió con «Mata Hari».

## Letra
La canción está escrita como una lista para galantear a una mujer, con todos los cantantes de acuerdo en que uno no debería llevar el proceso tan serio o usar demasiados adornados de cariño en el proceso.